# Erik Charpentier
Carl Erik Charpentier (Sölvesborg, 1897. augusztus 17. – Lund, 1978. február 17.) olimpiai bajnok svéd tornász.
Az 1920. évi nyári olimpiai játékokon indult tornában és a svéd rendszerű csapat összetettben aranyérmes lett.
Klubcsapata a LUGI volt.